# Dendrobium numaldeorii
Dendrobium numaldeorii är en orkidéart som beskrevs av C.Deori, Hynn. och Sandhyajyoti Phukan. Dendrobium numaldeorii ingår i släktet Dendrobium, och familjen orkidéer.
Artens utbredningsområde är Arunachal Pradesh. Inga underarter finns listade i Catalogue of Life.